# 认知动物行为学
认知动物行为学是动物行为学的一个分支，研究意识和意图对动物行为的影响。 美国的动物学教授纳德·格里芬（Donald Griffin）建立了在栖息地中研究动物对认知性认识的研究基础。

## 相关理论
认知科学与古典动物行为学融合为认知动物行为学，注重对动物在相对自然条件下的观察，其目的在于研究进化，适应（功能），因果，以及种特异性行为系统的发展。（因果、成长、机制、演化）- (尼古拉斯·廷贝亨 1963) Jamieson和Bekoff（1993）在文中提到：“廷贝亨提出关于因果、成长、机制、演化的四个问题，可以运用于动物的认知和心智能力。”Allen和Bekoff (1997,第五章) 由这四个问题入手，试图展示认知动物行为学如何呈现认知科学的核心问题。Barbara Von Eckardt在她1993年在她的书中写到 “什么是认知动物行为学？”,在总结了这四个问题的基础上又加了第五个问题。Kingstone, Smilek 和 Eastwood (2008) 提出认知动物行为学应该涵盖人类的行为。 他们提议研究人员应该首先研究人类在真实、自然环境中的行为，进而研究实验状态下的行为。人本位的理论提出，非人类动物在群居与非群居环境中的互动方式常常用于决定人类能够或应该怎样利用非人类动物。

## 与心理学的联系
传统来说，认识性动物学家们提出了对研究方法的质疑。他们认为传统的研究方法使动物和自然生态分离。这种将动物们放置在人造的刺激物和环境中的研究，不利于探索动物们在自然环境中的本能认知反应。但是也有很多现代认识性动物学家提出了自然生态与设计实验相结合的研究方法。

## 与数学的联系
研究认知动物行为学的数学家们，通常将动物们在自然环境中的认识反应与数学哲学相联系。数学家们联系“动作与感知”，从而解释其与欧拉恒等式中的常数关系。（例如，动物们有意识地用手臂扫出的空间。）

## 与道德学的联系
Bekoff, M and Allen, C (1997)描述三种主要人群（支持者，怀疑论者以及反对者）对于认知动物行为学的不同意见。